# Esna

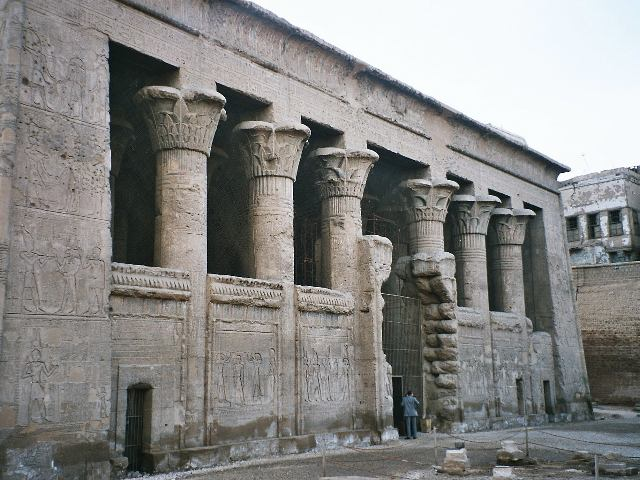
Tempio di Khnum ad Esna

Esna è una città dell'Egitto nel governatorato di Luxor. È situata sulla riva occidentale del Nilo a 55 chilometri a sud di Luxor ed è storicamente rilevante per le imponenti rovine del tempio, dedicato al dio Khnum, edificato durante la XVIII dinastia e più volte rinnovato durante le epoche seguenti e ancora in uso in epoca romana.

Il cartiglio più recente inscritto sulle pareti del tempio è quello dell'imperatore romano Decio del 249.

La presenza nei pressi del tempio di una necropoli utilizzata a partire dal Regno antico confermano l'importanza e l'antichita del sito stesso.

## Etimologia
Esna è il nome moderno della località dell'Egitto detta anticamente Iunyn o Ta-Sened ed in epoca tolemaica Latopolis Magna.